# Zakariya Essabar
Zakariya Essabar (arabisch زكريا الصبار, DMG Zakariyā aṣ-Ṣabbār; * 3. April 1977 in Essaouira, Marokko; † unbekannt) war ein mutmaßlicher islamistischer Terrorist, welcher der Hamburger Terrorzelle angehört haben soll.
Die Ermittlungsrichterin beim Bundesgerichtshof erließ am 18. Oktober 2001 einen Haftbefehl gegen Essabar aufgrund des dringenden Verdachts der Bildung einer terroristischen Vereinigung sowie der Teilnahme an der Planung und Vorbereitung der Terroranschläge am 11. September 2001. Der Haftbefehl geschah auf Antrag des Generalbundesanwalts, der ausführte, Essabar sei zur gleichen Zeit wie der Attentäter Mohammed Atta für eine Wohnung in der Hamburger Marienstraße 54 gemeldet gewesen und habe geplant, am 15. Februar 2001 in die USA zu reisen, hierfür jedoch kein Visum erhalten. Ende August 2001 soll er von Deutschland nach Pakistan gereist sein, um den Anführern von al-Qaida das gewählte Datum für den Anschlag mündlich mitzuteilen. Nach dem Fall der Taliban soll er einem terroristischen Ausbildungscamp in der Provinz Chost beigetreten und dort getötet worden sein.